# Pedro Gómez de Bedoya y Paredes
Pedro Gómez de Bedoya y Paredes (1699 - 1776) fue un médico e hidrólogo español de la Ilustración.

## Biografía
Se desconoce su lugar de nacimiento exacto, aunque al parecer era gallego. Entró en el ejército y tras abandonar el empleo de teniente de artillería, se licenció y doctoró en Medicina en Alcalá de Henares. Asumió el oficio de médico propietario de los hospitales General y de Pasión de la Corte y médico de número de la familia real (1740-1743) y fue además examinador del Real Protomedicato y director, secretario perpetuo y primitivo fundador de la Sociedad Médica de la Real Congregación de la Academia militar Nuestra Señora de la Esperanza de Madrid. En 1740 (Gazeta de Madrid) publicó una obra técnica en medicina (Examen crítico de la sangría artificial, núm. 18, de 03/05/1740, página 144) y en 1743 una obra literaria (El médico desengañado y Consejero de la verdad en el Tribunal de la experiencia, núm. 28, de 09/07/1743, página 228), títulos ambos referentes a su profesión. El 23 de abril de 1754 es nombrado primer médico del Deán y Cabildo de la Iglesia Metropolitana de Santiago de Compostela, recomendado por el Nuncio y por Gaspar Casal. El 7 de febrero de 1755 solicitó la plaza de Catedrático de Cirugía y Anatomía, que se le termina concediendo. 
Después de dirigir más de 3000 cartas impresas a médicos y farmacéuticos y costear viajes por España a dos médicos durante un año, publicó en 1764 y 1765 los tomos I y II de una monumental Historia universal de las fuentes minerales de España, sitios en que se hallan, principios de que constan, analyses y virtudes de sus aguas, modo de administrarlas y de ocurrir a los accidentes que suelen nacer de su abuso, todo deducido de la observación, y experiencia; descripción de los lugares de su situación, con una buena parte de la Historia natural del término de cada pueblo, y explicación de las curiosidades que contienen, en forma de diccionario alfabético de lugares (Santiago: imprenta de Ignacio Aguayo, 1764), ilustrado por Ángel Piedra. El trabajo se interrumpe en la F, pues quedaron sin publicar los siguientes tres tomos. Estudió 217 aguas y mantuvo correspondencia con numerosos médicos de España para elaborar este trabajo, al parecer por encargo del rey, de quien era médico al menos desde 1752, por lo cual la obra conserva también gran cantidad de datos procedentes de las relaciones que estos médicos le enviaron, algunas de ellas manuscritas y aún conservadas. El último libro que escribió lo publicó en 1772 y su temática eran las aguas y fuentes minerales de Galicia. En ella menciona su publicación de las fuentes minerales de España, pero deja traslucir una cierta amargura o resquemor por la no publicación del resto de los tomos. Por último se conoce que patrocinó y participó en algunos actos culturales en 1773. Según Armijo de Castro murió en 1776.

## Obras
- Examen crítico de la sangría artificial, 1740
- El médico desengañado y Consejero de la verdad en el Tribunal de la experiencia, 1743.
- Historia universal de las fuentes minerales de España, sitios en que se hallan, principios de que constan, analyses y virtudes de sus aguas, modo de administrarlas y de ocurrir a los accidentes que suelen nacer de su abuso, todo deducido de la observación, y experiencia; descripción de los lugares de su situación, con una buena parte de la Historia natural del término de cada pueblo, y explicación de las curiosidades que contienen, Santiago de Compostela: imprenta de Ignacio Aguayo, 1764.